# Worms 4: Mayhem
Worms 4: Mayhem é um jogo 3D de artilharia da série Worms, desenvolvida pela Team17. O jogo é bastante semelhante ao seu antecessor em 3D, exceto pelo fato que jogadores podem personalizar a aparência de suas minhocas (chapéus/capacetes, óculos, cabelo facial, luvas/mãos) como também criar suas próprias armas na novidade chamada "The Weapon Factory" ("A Fábrica de Armas"). O jogo também contém uma loja onde usuários podem comprar vários itens, usando pontos que foram obtidos ao completar missões do modo história, atividades ou destravando troféus. Itens da loja incluem novos mapas, novos acessórios e vestuários, vozes e estilos de jogo. Além destas novidades, o jogo traz várias novas armas não presentes em jogos anteriores como Sniper Rifle, Bubble Trouble, Icarus Potion, Poison Arrow, Inflatable Scouser, Tail Nail e Starburst(que age como um substituto do Kamikaze). Uma das diferença dos jogos anteriores e que antes de cada missão é apresentada uma cena para revelar informação de fundo.

## História
A equipe de minhocas do jogador chega à Universidade Worminkle, onde se encontram com o Professor Worminkle, que treina o jogador a usar as armas disponíveis. Worminkle então ordena o jogador a infiltrar um edifício inimigo e destruir seu local de construção. Para fugir dos agentes do governo, Worminkle e a equipe do jogador viajam no tempo até a Idade Média usando a máquina do tempo do professor, mas a máquina do tempo é danificada e o jogador é atacado por magos e cavaleiros. Depois de lutar contra eles, a equipe do jogador viaja até o Velho oeste para encontrar ouro para manter a máquina do tempo recarregada, depois de lutar contra Boggy the kid, a equipe do jogador viaja até a Arábia antiga para encontrar joias roubadas por Ali Baboon e seus ladrões perversos e manter os controles de navegação da máquina do tempo equilibrados.
Depois de recuperar as joias, Worminkle ajeita a máquina do tempo, mas acidentalmente deixa cair uma carta. A equipe do jogador lê a carta, que revela que o governo estava planejando construir um novo laboratório de investigação no lugar da Universidade Worminkle. Worminkle rapidamente toma a carta de volta e continua com a viagem no tempo com o jogador, mais depois de pousar na Pré-história, Worminkle trai o jogador dizendo que só estava usando o jogador para fugir do governo. Planejando abandonar o jogador na Idade da pedra, Worminkle foge mais acaba se atrapalhando e batendo em uma montanha. Decidindo se vingar, o jogador luta contra o tempo e os Dinoworms. Depois de chegar ao Professor, a equipe do jogador rouba a máquina do tempo e viaja até o dia atual, deixando Worminkle preso na Idade da pedra para sempre.

## Gameplay
O jogo segue a jogabilidade tradicional da serie, em que equipes de minhocas jogam em turnos para utilizar uma variedade de armas e utilidades para derrotar a equipe oponente, os controles são muito parecidos com os de Worms 3D mais algumas coisas foram mudadas como a movimentação do verme que agora ficou mais rápida.
O jogo também apresenta modos de jogo adicionais como o modo Challenge, onde o jogador pode jogar vários desafios (Como infectar Worms inimigos com uma flecha venenosa, ou tiro ao alvo com uma espingarda) o jogador deve tentar completar os desafios no menor período de tempo possivel, fazendo isso o jogador e premiado com novas armas, "Schemes", vestimenta ou ate mapas.
Uma das novidades de Worms 4 Mayhem são as caixas surpresa marcadas com um "?" nos lados, pode fazer bem ou mal ao jogador e seu conteúdo não pode ser visto com a utilidade "Espião de caixas".
Modo multijogador esta disponível através de hotseat, Modo online também esta disponível na versão para PC, mais não é mais possível jogar por conta do encerramento da GameSpy. Ainda é possível jogar com programas como Tunngle, Gameranger e Hamachi, também é possível jogar novamente usando Openspy.

## Armas
Worms 4 Mayhem Introduziu varias armas novas a serie, mas tambem retirou algumas armas que estavam presente em alguns jogos anteriores, a corda ninja agora pode ser usada para mover barris e minas.
Também é possível fazer as próprias armas do time, que pode ser usada de 3 maneiras diferentes: Bazuca, Granada e ataque aéreo. cada tipo com as próprias opções.

### Novas Armas e utilidades introduzidas a serie
- Sentry Gun
- Poção de Ícaro (Que substituiu o Red Bull de Worms 3D)
- Flecha Venenosa (Poison Arrow)
- Abdução alienígena (Alien abduction)
- Blitz Bovino (Bovine Blitz)
- Ataque fatkins
- Bolha
- Inglês Inflável (Inflatable Scouser)
- Alagamento (Flood)
- Starburst (Substituto da arma Kamikaze de jogos anteriores)
- Arma do Time (O nome da arma e definida pelo jogador)
- Rifle Sniper
- Martelo Prendedor (Tail Nail)
- Pipegun (Foi cortada do jogo foi provavelmente substituída pela Flecha venenosa)

## Recepção
Worms 4 Mayhem recebeu criticas mistas, alguns jogadores criticaram por se diferenciar muito dos antigos jogos da franquia. As novas armas foram bem recebidas, junto com os desenhos dos níveis.